# Best Fake Smile
"Best Fake Smile" is een nummer van de Britse singer-songwriter James Bay. Het nummer kwam op 2 maart 2016 uit in Engeland als de vijfde single van zijn debuutlalbum Chaos and the Calm, dat in 2015 uitkwam.

## Videoclip
De bijhorende videoclip kwam uit op 2 maart 2016.

## Tracklijst
| Nr. | Titel           | Duur |
| --- | --------------- | ---- |
| 1.  | Best Fake Smile | 3:26 |

## Hitnoteringen

### Nederlandse Top 40
| Hitnotering: 07-05-2016 t/m 10-06-2016 | Hitnotering: 07-05-2016 t/m 10-06-2016 | Hitnotering: 07-05-2016 t/m 10-06-2016 | Hitnotering: 07-05-2016 t/m 10-06-2016 | Hitnotering: 07-05-2016 t/m 10-06-2016 | Hitnotering: 07-05-2016 t/m 10-06-2016 | Hitnotering: 07-05-2016 t/m 10-06-2016 | Hitnotering: 07-05-2016 t/m 10-06-2016 |
| Week:                                  | 1                                      | 2                                      | 3                                      | 4                                      | 5                                      | 6                                      |                                        |
| -------------------------------------- | -------------------------------------- | -------------------------------------- | -------------------------------------- | -------------------------------------- | -------------------------------------- | -------------------------------------- | -------------------------------------- |
| Positie:                               | 34                                     | 33                                     | 35                                     | 36                                     | 38                                     | 39                                     | uit                                    |

### NederlandseMega Top 50
| Hitnotering: 30-04-2016 t/m 06-08-2016 | Hitnotering: 30-04-2016 t/m 06-08-2016 | Hitnotering: 30-04-2016 t/m 06-08-2016 | Hitnotering: 30-04-2016 t/m 06-08-2016 | Hitnotering: 30-04-2016 t/m 06-08-2016 | Hitnotering: 30-04-2016 t/m 06-08-2016 | Hitnotering: 30-04-2016 t/m 06-08-2016 | Hitnotering: 30-04-2016 t/m 06-08-2016 | Hitnotering: 30-04-2016 t/m 06-08-2016 | Hitnotering: 30-04-2016 t/m 06-08-2016 | Hitnotering: 30-04-2016 t/m 06-08-2016 | Hitnotering: 30-04-2016 t/m 06-08-2016 | Hitnotering: 30-04-2016 t/m 06-08-2016 | Hitnotering: 30-04-2016 t/m 06-08-2016 | Hitnotering: 30-04-2016 t/m 06-08-2016 | Hitnotering: 30-04-2016 t/m 06-08-2016 | Hitnotering: 30-04-2016 t/m 06-08-2016 |
| Week:                                  | 1                                      | 2                                      | 3                                      | 4                                      | 5                                      | 6                                      | 7                                      | 8                                      | 9                                      | 10                                     | 11                                     | 12                                     | 13                                     | 14                                     | 15                                     |                                        |
| -------------------------------------- | -------------------------------------- | -------------------------------------- | -------------------------------------- | -------------------------------------- | -------------------------------------- | -------------------------------------- | -------------------------------------- | -------------------------------------- | -------------------------------------- | -------------------------------------- | -------------------------------------- | -------------------------------------- | -------------------------------------- | -------------------------------------- | -------------------------------------- | -------------------------------------- |
| Positie:                               | 39                                     | 39                                     | 27                                     | 34                                     | 29                                     | 36                                     | 28                                     | 48                                     | 48                                     | 44                                     | 39                                     | 37                                     | 41                                     | 42                                     | 46                                     | uit                                    |

## Releasedata
| Land                | Releasedatum | Formaat        | Label    |
| ------------------- | ------------ | -------------- | -------- |
| Verenigd Koninkrijk | 2 maart 2016 | Muziekdownload | Republic |